# اسب جنگی (کتاب)
اسب جنگی یک رمان جنگی است که توسط مایکل مورپرگو نگاشته شده است.

## خلاصه داستان
جویی اسب جوانی است که صاحب مزرعه ای او را خریداری می‌کند. آلبرت پسر او تیمار جویی را به عهده می‌گیرد و چنان به او دلبسته می‌شود که بارها و بارها به سبب رفتار نامناسب پدر با جویی با پدرش در گیر می‌شود. جنگ جهانی اول شروع می‌شود و پدر به دلیل بدهی و بی‌خبر از پسرش، جویی را به سروان نیکلاس افسر مهربان سواره نظام که از جنگ دل خوشی ندارد، می‌فروشد.

## برگردان
توسط پروین علی‌پور به فارسی برگردان شده است و  برنده سی و دومین جایزه کتاب سال جمهوری اسلامی ایران در زمینه داستان ترجمه کودک شده است.